# Æblesyre
Æblesyre (eller malinsyre) er en organisk forbindelse med formlen HO2CCH2CHOHCO2H.  Denne dicarboxylsyre er den aktive ingrediens i mange sure og skarpe madvarer. Saltene og estrene af æblesyre kaldes malater. Anionen af malinsyre, malat, er et intermediat i citronsyrecyklussen, hvor den dannes fra fumarat. Ca. 1M kg/år produceres ved hydrering af maleinanhydrid.

## Historie
Æblesyre blev første gang isoleret fra æblemost, deraf navnet, af Carl Wilhelm Scheele i 1785. Antoine Lavoisier foreslog i 1787 navnet acide malique, som er udledt af det latinske ord for æble, mālum.

## Biologi
Malat spiller en vigtig rolle i biokemi. Malinsyre er homochiral ved biologisk fremstilling og eksisterer kun som (-)-malinsyre-enantiomeren. I C4-carbonfikseringsprocessen er malat kilden til CO2 i  Calvin-cyklus. I citronsyrecyklus er (S)-malat et intermediat dannet ved tilføjelsen af en -OHgruppe på si -siden af fumarat; det kan også dannes fra pyruvat via anaplerotisk reaktion. Malat dehydrogenase katalyserer den reverse konvertering af malat til oxaloacetat ved at bruge NAD+ som cofaktor. Malat produceres også fra stivelse i guard-celler i planteblade. En ophobning af malat fører til lav vandkoncentration: Vand flyder dermed ind i guard-celler, hvor de forårsager, at stoma åbner. Denne process påvirker dog ikke altid stomata til at åbne.
Malinsyre medvirker til surheden i grønne æbler. Malinsyre er til stede i grapefrugter.